# IPv9
IPv9这一名詞首次出现是在IETF于1994年4月1日发布的《使用IP版本9的历史观》一文，它作为一个RFC愚人节笑话，详见惡搞RFC。

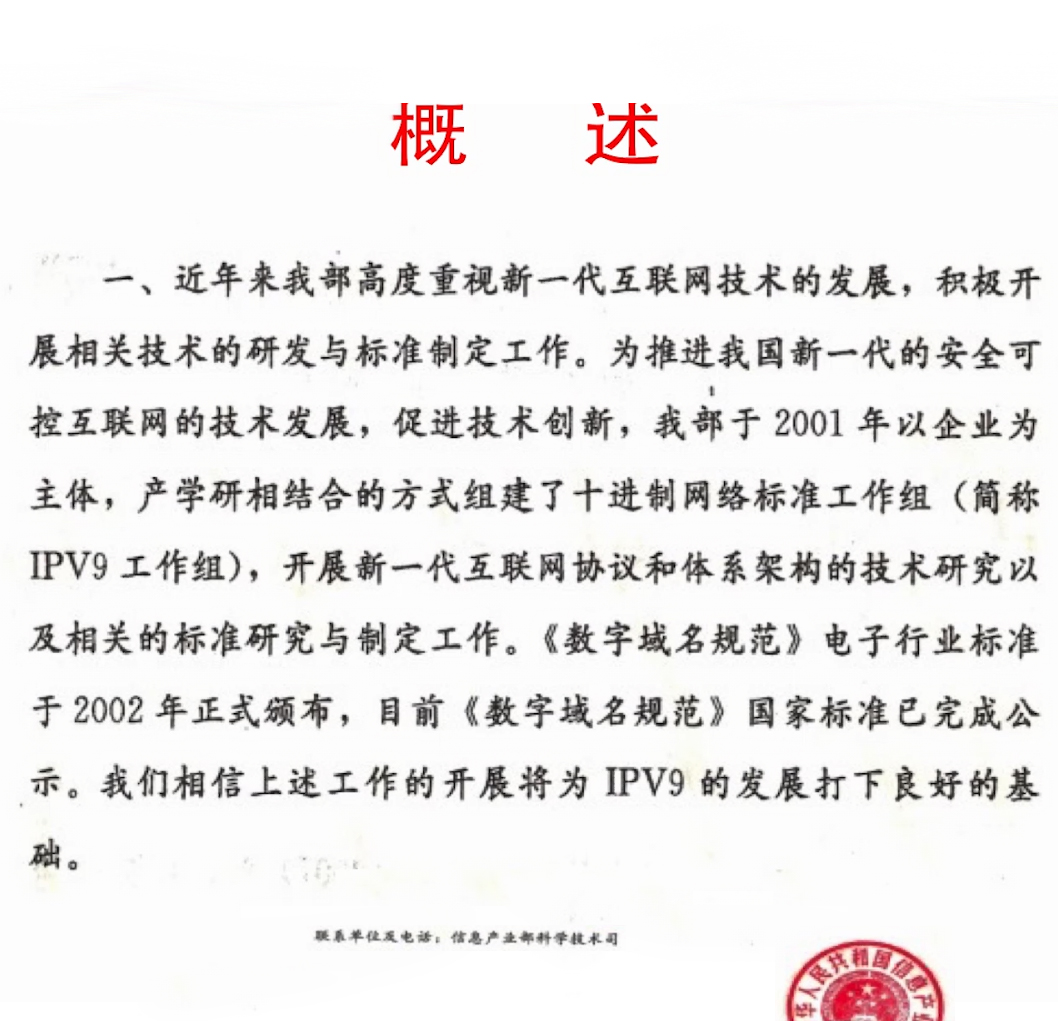
信息產業部之下科學技術司的說明文件

2001年左右，中国一些學者宣布开始开发IPv9协议。2007年，上海通用化工技术研究所所长谢建平宣布IPv9正式走出实验室，开始进行商业化运作。2010年，信息产业部十进制网络标准工作组称已经有上百家企业使用IPv9，但目前屬於一種國內技術儲備，並无公開推廣或強制使用的規定。计算机网络专家谢希仁认为，IPv9是“某些人故意的炒作”。

## 技术概況
IPv9本質與IPv6沒有太多不同，僅是將編號方式改為十進制而非後者的十六進制，所以編號中不會出現英文字母，對人閱讀稍微比較直觀易理解。理論上所有v6的網路硬體都能執行v9而只需軟體更改即可。协议的最大特点是使用十进制数字为网址编码，其间没有十进制－二进制互译过程与网址－IP地址互译过程。位址都以一串十进制的绝对数字存在，正如电话号码一般使用者可以直接通過背誦數字並輸入而連上網站，但也可以使用网址－IP地址互译的DNS服務器使用現今熟知的網址型態。
支持者认为，IPv9可以实现中国对网络的自主权与可控制权，因此比IPv6更加安全，“可以摆脱因特网控制、打造主权网络命运共同体的技术”；而反对者认为，IPv9把中国的网络隔离起来，与现有国际互联网无法互联互通，违反中国所坚持的全球一个互联网主张，或者中間又需要一個轉譯服務器拖慢上網速度。
截至2010年，与IPv9有直接关系的专利为3项，即《联网计算机用全十进制算法分配计算机地址的方法》、《用数字域名系统统一解释IP网络地址的系统》和《自动生成IPv9地址和查找所对应IP地址的系统》。
初期谢建平團隊有放出一個實驗軟件，讓IPv9对于現階段IPv4和IPv6網路的兼容实现，但方式类似于DNS劫持，需要更改用户计算机的DNS设置到他专门的域名服务器才可以達成而引發更多爭論。

## 争议
贊同論
- IPv9的出现，在中国大陆业界引起了轩然大波，谢建平认为这将打破西方对互联网的绝对控制权[12]。
- 对于IPv9是又一个汉芯造假事件的指控，谢建平认为IPv9的开发方和汉芯的开发方没有关联，而且有外国专利证明真实性[13]。
- 第十五届中国企业发展论坛营商环境峰会上，北京神洲天才科技发展有限公司副总裁、北京邮电大学教授楼培德对IPv9作出详细解读，认为它具有多项优势，安全自主可控，降低网络拥塞和传输成本，有助摆脱因特网控制、打造主权网络命运共同体。
- 中国移动通信联合会国际战略研究中心主任牟承晋也曾多次公开力挺IPv9。[8]
- 中国宽带无线IP标准工作组(WAPI)和十进制网络标准工作组战略顾问、《美国百年排华内幕》作者历史专家张庆松[14]称，IPV9属于"自主创新"，IPV9应该是IPv4唯一可选的替代方案，符合中国长远战略利益。[15]
- 公开支持IPv9的院士有童志鹏、倪光南、周仲义、蔡吉人、沈昌祥、吾守尔、郑建华、魏正耀、丁文华、鄂维南、柴洪峰等。领导有奚国华（国家信息产业部副部长）、徐顺成（国家信息产业部司长）、张琪（国家信息产业商会会长）、韩俊（信息产业部电子科技司副司长）、李富昌、洪京一（中国计算机用户协会理事长）、虞继光等[16]

質疑論
- 由于谢建平及其学术团队一直以“商业机密”为由，拒绝公开有关IPv9的技术细节，使得外部难以猜测IPv9最底層运作方式便無從談起它的好處壞處。
- 2011年，IPv9专利拥有人谢建平以名誉权纠纷为由，起诉认为IPv9是骗局并撰写《互联网上的“周老虎”》一文的作者“沈陽”以及转载媒体[17][18]，該文章對IPv9抨擊其沒有必要存在。
- 2015年，谢建平诉腾讯QQ号侵犯IPV9专利二审判决：谢建平等人败诉。高级人民法院表示，QQ软件及QQ号不同于IPV9专利"采用全数字码给上网的计算机分配地址的方法"，并最终确定腾讯公司未构成侵权，驳回谢建平等人诉讼请求，维持一审判决。[19]
- 《中国科学报》记者采访时发现，业界专家和人士主要对IPv9与国际互联网“互联互通”的障碍、“固步自封”的建设立场等存在质疑。[8]
- 在2017年全球网络技术大会上，中国工程院院士、中国互联网协会理事长邬贺铨曾明确否定IPv9。[8]

## 管理
谢建平称，IPv9是中国开发出来的，中国有对IPv9的绝对控制权。同时，ICANN技术总监(CTO) John Crain认为，中国近期报道的IPV9消息与IETF的IPv9不同，看起来它相当不真实，ICANN根本没有管理IPV9，称从未收到过关于IPv9的任何正式报告，也并不管理IPv9。